# 口を揃えた怖い話
『口を揃えた怖い話』（くちをそろえたこわいはなし）は、2022年からTBSテレビにて放送されている心霊バラエティ番組。

## MC
- ニューヨーク（嶋佐和也・屋敷裕政）

## 放送リスト
| 回 | 放送日         | 放送時間（JST）    | 出演者 | 放送枠                              | 備考 |
| -- | -------------- | ------------------ | ------ | ----------------------------------- | ---- |
| 1  | 2022年3月22日  | 火曜 23:56 - 0:55  |        | テッペン!                           |      |
| 2  | 2022年7月11日  | 月曜 19:00 - 21:00 |        | 初のゴールデンタイム放送・2時間番組 |      |
| 3  | 2022年12月20日 | 火曜 19:00 - 20:57 |        |                                     |      |
| 4  | 2023年6月29日  | 木曜 20:00 - 22:00 |        |                                     |      |
| 5  | 2024年7月29日  | 月曜 19:00 - 21:00 |        |                                     |      |
| 6  | 2025年7月28日  | 月曜 19:00 - 20:55 |        |                                     |      |

## スタッフ
第5弾（2024年7月29日放送分）
- 構成 - 大平尚志、石原慎也、細川拓朗
- 編集 - 高木宏輔（ヌーベルアージュ）
- MA - 高山元（ヌーベルアージュ）
- 音響効果 - 北澤亨
- 技術協力 - イメージランド、エイデン・プロジェクト、だだだ、コスモ・スペース
- イラスト - リトルベア
- 機材協力 - 東京オフラインセンター
- 衣装協力 - LIVIANA CONTI
- 撮影協力 - 池田武央、天地光
- 映像・写真協力 - PIXTA、国会図書館デジタルコレクション
- 編成 - 河本恭平（TBS）
- 配信 - 石橋茉美（TBS）
- 宣伝 - 豊泉真由、高岸奈々子、糸井桂子（共にTBS）
- リサーチ - 岩間丈倫
- AD - 太田雄也、菊川裕二、角田大空、吉野高弘
- ディレクター - 中島義天、鈴木良尚、二宮啓、山本周平、加賀谷健吾、佐藤大空
- 演出 - 千葉龍
- プロデューサー - 内田安妃子、久田誠司、加藤ユノ
- 製作 - CRIMSON、TBS

### 過去のスタッフ
- 技術協力 - プラス02
- 美術協力 - フジアール
- メイク - wilight
- 編集 - 山田佑紀（ヌーベルアージュ）
- イラスト - 吉田友和、アクアスター、リトルベア
- 衣装協力 - PUNYUS
- 撮影協力 - 小山町フィルム・コミッション、エコロ21、楽全楽Kids
- 映像・写真協力：アフロ、毎日新聞社、アマナイメージズ、トバリ、濱幸成、
- 制作 - 藤原健一
- 助監督 - 冨田大策
- AD - 太田雄也、菊川裕二、依田美空、田中駿祐
- AP - 矢澤永吉
- ディレクター - 田島与真、久佐賀浩之、小泉開渡、藤村大輝、堂薗拓、次郎垣内保、安妻宏洋、照屋航大
- プロデューサー - 渡邊宏、森美恵子
- 製作 - ジッピー